# 吉本亮 (捕手)
吉本 亮（よしもと りょう、1969年11月22日 - ）は、和歌山県出身の元プロ野球選手（捕手）、元野球監督。

## 来歴・人物
御坊商工高では2年時の選抜高校野球に出場し、高村祐がエースの宇都宮南高にサヨナラ負け。
1988年に王子製紙春日井（現・王子硬式野球部）に入部。
1992年の都市対抗野球で2本塁打を放ちスカウトの注目を集める。同年のドラフト4位で広島東洋カープに入団。背番号40。この背番号はこの年限りで引退した達川光男の着けていたものであり、球団の期待の大きさがうかがえる。しかし、控え捕手のレベルには達してもスタメンマスクを奪い取るまでには至らなかった。
1996年6月に入来智とのトレードで近鉄バファローズに移籍。背番号は入来が着けていた41（ちなみに移籍後の入来もそのまま吉本の40番を引き継いだ。捕手以外の40番は高橋慶彦以来で、現在のところ最後）。ところが近鉄では15試合出場に終わり、そのオフ広島と近鉄の間で吉本と入来（＋御船秀之）の返却トレードが行われ、吉本は広島に復帰。背番号も元の40。それでもやはり2番手、3番手捕手の域を脱しきれず。
1997年シーズンオフに広島を自由契約になる。同年オフに阪神タイガースの入団テストを受け合格し入団。背番号はかつてランディ・バースが着けていた44であった。阪神に入団した後は、一軍と二軍を往復する生活となった。
2002年、背番号を55に変更し、大きな転機を迎える。その年、初めて開幕一軍となり、正捕手の矢野輝弘が負傷して戦線離脱しスタメン機会が増える。その間のチーム成績は5割前後をキープし「負傷した矢野の代役をよく果たした」等の評価を受ける。
2003年は若手の浅井良、日本ハムから移籍した野口寿浩の一軍入りで、一軍には上がれずその年のオフに阪神から戦力外通告を受ける。現役にこだわった吉本はトライアウトに挑戦したところ、社会人野球のホンダ鈴鹿から「コーチ兼任で入団してほしい」とオファーがあり、ホンダ鈴鹿に転籍してアマ復帰となった。
2004年はコーチ兼任捕手。
2005年は専任コーチとなった。
2006年は再び選手登録されて現役復帰した。
2007年シーズンは再びコーチ専任に戻った。2009年秋より監督に就任。2011年末まで指揮を執った。その後、日本体育大学の外部コーチを務める。

## 詳細情報

### 年度別打撃成績
| 年 度     | 球 団     | 試 合 | 打 席 | 打 数 | 得 点 | 安 打 | 二 塁 打 | 三 塁 打 | 本 塁 打 | 塁 打 | 打 点 | 盗 塁 | 盗 塁 死 | 犠 打 | 犠 飛 | 四 球 | 敬 遠 | 死 球 | 三 振 | 併 殺 打 | 打 率 | 出 塁 率 | 長 打 率 | O P S |
| --------- | --------- | ----- | ----- | ----- | ----- | ----- | -------- | -------- | -------- | ----- | ----- | ----- | -------- | ----- | ----- | ----- | ----- | ----- | ----- | -------- | ----- | -------- | -------- | ----- |
| 1993      | 広島      | 1     | 0     | 0     | 0     | 0     | 0        | 0        | 0        | 0     | 0     | 0     | 0        | 0     | 0     | 0     | 0     | 0     | 0     | 0        | ----  | ----     | ----     | ----  |
| 1994      | 広島      | 21    | 25    | 23    | 2     | 7     | 1        | 0        | 1        | 11    | 5     | 0     | 0        | 0     | 1     | 0     | 0     | 1     | 8     | 1        | .304  | .320     | .478     | .808  |
| 1995      | 広島      | 13    | 20    | 16    | 1     | 3     | 1        | 0        | 1        | 7     | 1     | 0     | 0        | 0     | 0     | 4     | 1     | 0     | 7     | 0        | .188  | .350     | .438     | .788  |
| 1996      | 近鉄      | 15    | 33    | 30    | 2     | 6     | 1        | 0        | 0        | 7     | 3     | 0     | 0        | 0     | 0     | 3     | 0     | 0     | 10    | 0        | .200  | .273     | .233     | .506  |
| 1998      | 阪神      | 5     | 6     | 5     | 0     | 0     | 0        | 0        | 0        | 0     | 0     | 0     | 0        | 0     | 0     | 1     | 0     | 0     | 1     | 1        | .000  | .167     | .000     | .167  |
| 1999      | 阪神      | 8     | 17    | 15    | 2     | 2     | 1        | 0        | 1        | 6     | 2     | 0     | 0        | 1     | 0     | 1     | 0     | 0     | 5     | 1        | .133  | .188     | .400     | .588  |
| 2001      | 阪神      | 6     | 5     | 5     | 1     | 1     | 0        | 0        | 0        | 1     | 0     | 0     | 0        | 0     | 0     | 0     | 0     | 0     | 1     | 0        | .200  | .200     | .200     | .400  |
| 2002      | 阪神      | 31    | 81    | 72    | 4     | 13    | 0        | 0        | 1        | 16    | 4     | 1     | 0        | 1     | 0     | 6     | 1     | 2     | 28    | 1        | .181  | .263     | .222     | .485  |
| 通算：8年 | 通算：8年 | 100   | 187   | 166   | 12    | 32    | 4        | 0        | 4        | 48    | 15    | 1     | 0        | 2     | 1     | 15    | 2     | 3     | 60    | 4        | .193  | .270     | .289     | .559  |

### 記録
- 初出場：1993年8月4日、対中日ドラゴンズ12回戦（広島市民球場）、9回表に捕手として出場
- 初打点：1994年5月5日、対阪神タイガース6回戦（広島市民球場）、9回裏に大野豊の代打で出場、田村勤からサヨナラ押し出し死球
- 初安打：1994年6月19日、対中日ドラゴンズ12回戦（広島市民球場）、5回裏に近藤芳久の代打で出場、今中慎二から
- 初本塁打：1994年7月14日、対ヤクルトスワローズ14回戦（広島市民球場）、9回裏に高津臣吾から2ラン
- 初先発出場：1995年5月3日、対ヤクルトスワローズ5回戦（明治神宮野球場）、8番・捕手として先発出場
- 初盗塁：2002年4月17日、対中日ドラゴンズ2回戦（ナゴヤドーム）、7回表に二盗（投手：正津英志、捕手：谷繁元信）

### 背番号
- 40（1993年 - 1996年途中、1997年）
- 41（1996年途中 - 同年終了）
- 44（1998年 - 2001年）
- 55（2002年 - 2003年）